# Quách Nữ Vương

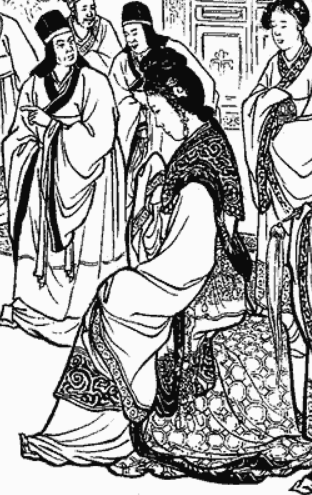
Quách Nữ vương

Văn Đức Quách Hoàng hậu (chữ Hán: 文德郭皇后; 8 tháng 4 năm 184 – 14 tháng 3 năm 235), không rõ tên, biểu tự là Nữ Vương (女王), tuy là kế thất nhưng lại trở thành Hoàng hậu duy nhất của Tào Ngụy Văn Đế Tào Phi, người sáng lập ra của nhà Tào Ngụy thời Tam Quốc trong lịch sử Trung Quốc.
Trong lịch sử, Quách thị trở thành Hoàng hậu đầu tiên của triều đại Tào Ngụy, và được tôn làm Hoàng thái hậu bởi Tào Ngụy Minh Đế Tào Duệ, con trai duy nhất của Văn Chiêu Chân Hoàng hậu. Truyền thuyết đều nói rằng, cái chết của Chân Hoàng hậu liên quan đến bà, thậm chí bà còn bị Minh Đế bức tử.

## Xuất thân
Văn Đức Quách Hoàng hậu sinh ngày 7 tháng 3 năm Trung Bình thứ nhất Hán Linh Đế (tức ngày 8 tháng 4 năm 184 dương lịch), người huyện Quảng Tông (廣宗; nay là thành phố Hình Đài, tỉnh Hà Bắc).
Cha bà là Quách Vĩnh (郭永), là Thái thú của Nam Quận thuộc Kinh Châu, mẹ là Đổng thị, sinh 3 trai 2 gái, Quách thị là con gái thứ. Khi còn nhỏ, Quách thị đã tỏ ra thông minh tài sắc hơn người nên được cha cao hứng nói: 「"Thử nãi ngô nữ trung vương dã"; 此乃吾女中王也。」, do đó mới có biểu tự là Nữ Vương.

## Nhập cung Ngụy

### Trở thành sủng phi
Cha mẹ bà qua đời khi bà lên 5 tuổi, về sau không rõ sau đó bà sống thế nào, vào thời gian Tào Tháo làm Ngụy công (khoảng 213 đến 216), Quách Nữ Vương đã được tuyển làm thiếp cho con trai Tào Tháo là Ngũ quan Trung lang tướng Tào Phi. Bà đã cho Tào Phi nhiều lời khuyên khôn ngoan về chính trị trong những tranh chấp với anh em của mình. Tào Phi được Tào Tháo chọn là Thái tử cũng là có một phần công lao của bà.
Năm Kiến An thứ 22 (217), Tào Phi được lập làm Trữ quân, em trai của Quách Nữ Vương được lập làm "Huyện lại" (县吏) của huyện Khúc Chu, nhưng ông ta tham ô vải vóc, bị định tội tử hình. Vào lúc này, Tào Tháo đang ở huyện Tiêu, còn Tào Phi ở lại Nghiệp Thành, vì muốn cứu em vợ mà Tào Phi tự viết thư xin quan quản lý án là Bào Huân. Thế nhưng, Bào Huân kiên quyết không kiên nể, chém chết em trai Quách Nữ Vương, vì thế Tào Phi ôm hận, sắc mệnh bãi miễn Bào Huân.
Năm Kiến An thứ 25 (220), Tào Phi trở thành Ngụy vương, đã phong Quách thị làm Phu nhân. Cùng năm đó, Tào Phi soán ngôi nhà Hán lên làm Hoàng đế, đã phong cho Quách thị là Quý tần (貴嬪), vị thứ chỉ sau Hoàng hậu. Ban đầu, Tào Phi định lập Quách thị lên làm Hoàng hậu, tuy nhiên trước Quách Nữ Vương ông vẫn còn có người vợ cả là Chân phu nhân, con gái của Huyện lệnh Chân Dật, sinh cho Tào Phi trưởng tử Tào Duệ, còn Quách Nữ Vương không có con, nên Tào Phi không thể phong Quách Nữ Vương làm Hoàng hậu. Dù vậy, Tào Phi vẫn thiện đãi gia tộc họ Quách, thăng chức cho người trong họ Quách Nữ Vương là Mạnh Khang làm "Tán kỵ Thị lang" (散骑侍郎), vào lúc ấy chức vị này chỉ có Nho sĩ uyên bác mới đảm nhận, chỉ duy có Mạnh Khang lại được phong vì là ngoại thích của một sủng phi, đặc biệt hiếm có.
Chân phu nhân là chính thê của Tào Phi, lại sinh Hoàng trưởng tử Tào Duệ, hoàn toàn xứng đáng lập Hậu, thế nhưng vì sủng ái Quách Quý tần mà Tào Phi vẫn không đả động gì tới địa vị của Chân phu nhân và vẫn để Chân phu nhân lại Nghiệp Thành. Do đó, Chân phu nhân có phần ai oán, những lời này đến tai Tào Phi và khiến ông giận dữ, ông sai người ban chết Chân phu nhân.

### Sách lập Hoàng hậu
Năm Hoàng Sơ thứ 3 (222), tháng 3, không lâu sau cái chết của Chân phu nhân, Tào Phi muốn lập Quách Quý tần làm Hoàng hậu, nhưng triều thần khuyên không nên lập thiếp làm vợ, và nên chọn con gái danh môn sĩ tộc, không nên vì yêu mà lập Hậu.
Tờ chiếu kháng nghị lập Quách Nữ Vương làm Hậu năm đó do Trung lang Sạn Tiềm (栈潜) thượng tấu như sau:
| “                        | 在昔帝王之治天下，不惟外辅，亦有内助，治乱所由，盛衰从之。故西陵配黄，英娥降妫，并以贤明，流芳上世。桀奔南巢，祸阶末喜；纣以炮烙，怡悦妲己。是以圣哲慎立元妃，必取先代世族之家，择其令淑以统六宫，虔奉宗庙，阴教聿修。《易》曰：‘家道正而天下定。’由内及外，先王之令典也。《春秋》书宗人衅夏云，无以妾为夫人之礼。齐桓誓命于葵丘，亦曰‘无以妾为妻’。今后宫嬖宠，常亚乘舆。若因爱登后，使贱人暴贵，臣恐后世下陵上替，开张非度，乱自上起也。 . Đế vương thời cổ đại thống trị thiên hạ, không chỉ có Văn võ bá quan luôn ở trên triều phụ tá, mà còn vì các bậc hậu phi hiền tuệ giỏi nội trị tại hậu cung bên cạnh. Một trong hai mối quan hệ này nếu không xử trí ổn thỏa, thì Đế nghiệp của một bậc quân vương cũng tan thành mây khói. Cho nên thời cổ đại, Hoàng Đế nghênh con gái Tây Lăng Thị là Luy Tổ làm vợ, hai người con của Đế Nghiêu là Nga Hoàng, Nữ Anh làm Phi của Đế Thuấn, để có cái gọi là hiền minh hữu đức, lưu danh thiên cổ, trở thành câu chuyện hậu thế ca tụng. Duy có Hạ Kiệt chật vật chạy đến Nam Sào, mầm họa đều do sủng ái Muội Hỉ, không tu triều chính; Trụ Vương của nhà Thương lại lấy hình phạt, mổ tim đối đãi các quần thần, mục đích cũng chỉ vì muốn lấy lòng Đát Kỷ. Vì lẽ đó, lịch đại đế vương đều đặc biệt coi trọng việc sắc lập Nguyên phối Hoàng hậu, coi là đại sự, đều chọn những nữ tử trong hào môn danh tộc, tri thư đạt lễ, để có thể có tư cách mà thống lĩnh lục cung, đủ tôn nghiêm để chủ trì hiến tế Tông miếu, đủ đức độ để giáo hóa nội cung. 《Kinh Dịch》 có nói:"Gia đạo chính, nhi Thiên hạ định"; ý tứ rằng từ nhỏ đến lớn, từ trong ra ngoài, thực là một điển phạm do các Tiên vương chế định! Tề Hoàn công khi tiếp vị ở Quỳ Khâu từng nói rõ, tuyệt không thể lấy thiếp làm thê. Nhưng hôm nay vị này sủng phi trong cung, thường dựa vào ân tình của Bệ hạ mà "tiếm việt", lễ nghi bức đến Thiên tử. Nếu bệ hạ vì yêu nàng ta mà lập làm Hoàng hậu, thân phận nghèo hèn chợt sửa thành hiển quý, sơ rằng từ nay về sau khai sinh tiền lệ trên dưới bất phân, cục diện thành kỷ cương phế trụy. Mới khai quốc định triều mà đã làm ra chuyện không có căn cơ này, chẳng phải đều sẽ do Bệ hạ khai mở ra sao?! | ” |
| — Tam quốc chí - quyển 5 | |   |

Ngày 9 tháng 9 năm đó, Tào Phi vẫn quyết lập Quách Quý tần làm Hoàng hậu. Tào Phi còn đem Tào Duệ, con trai Chân phu nhân về cho Quách hậu làm con nuôi, trở thành Đích trưởng tử chân chính. Khi ấy, cha và anh em ruột của Quách hậu đều mất, Tào Phi lấy anh họ của Quách hậu là Quách Biểu (郭表) làm con thừa tự, là ngoại thích, phong làm "Phụng Xa đô úy" (奉车都尉). Có người họ ngoại của Quách hậu là Lưu Phỉ (刘斐) muốn kết hôn với người cùng thôn, Quách hậu nghe đến thì ban chỉ nói:""Chư vị thân thích nếu muốn kết hôn, thì nên chọn những môn hộ tương đối tại quê nhà mà liên hôn, tuyệt không được cấu kết hôn sự với nhà quyền thế!". Cháu ngoại của Quách hậu là Mạnh Vũ sau khi về quê, muốn nạp tiểu thiếp liền bị Quách hậu ngăn cản, bà nói:"Bây giờ là khi chiến loạn, phụ nữ không còn mấy người, nên đem những người phụ hợp mà xứng phối làm vợ cho các tướng sĩ, nhà quyền thế không được nạp thiếp. Các vị thân thích nên xem đây là răn đe mà cẩn thận, không tuân thì ắt sẽ bị trừng phạt!". Quách hậu thường nói với Quách Biếu cùng Mạnh Vũ rằng:"Gia tộc của các Hoàng hậu nhà Hán, phần nhiều không thể bảo toàn, tất cả là do kiêu ngạo thái quá, không thể không cẩn thận!".
Quách hậu từ khi trở thành Hoàng hậu, tuy được Tào Phi đặc biệt sủng ái, song nội tâm càng thêm cung kính lễ độ, hiếu kính Biện Thái hậu, lấy tiếng hiếu thuận truyền khắp thiên hạ. Trong nội đình, các vị Quý nhân cùng cung tần có ngẫu nhiên làm sai điều gì, Quách hậu cũng không truy cứu, còn ở trước mặt Tào Phi bao che. Khi có vị sủng phi nào đắc thế, Quách hậu cũng nghiêm khắc dạy dỗ, nhưng ban thưởng đồ dùng cũng không ít, do đó hậu cung tâm phục khẩu phục. Bà có tính tiết kiệm, không thích âm nhạc, thường ngưỡng mộ cách đối nhân xử thế của Minh Đức Mã Hoàng hậu nhà Hán.
Năm Hoàng Sơ thứ 5 (224), Tào Phi suất sư Đông chinh, Quách hậu lưu lại tại Vĩnh Thủy đài (永始颱) ở Hứa Xương. Khi ấy, mưa to liền hơn 5 ngày, thành lầu ở chỗ ấy có nhiều tòa bị sập. Có một quan viên thân thích mời Quách hậu đến nhà hắn ở tạm, Quách hậu bèn nói:"Khi xưa, Sở Chiêu vương du lịch, Vương hậu Trinh Khương lưu lại tiệm đài. Lúc đó sông Trường Giang đến thời điểm chảy siết, sứ giả mời Vương hậu dời đi, nhưng khi vội vàng đã không đem theo tín phù của Sở Chiêu vương. Trinh Khương kiên quyết không đi, do vậy chết ở trong nạn lũ lụt khi đó cũng không tiếc. Hiện giờ Hoàng thượng ngự giá viễn chinh, ta ở hậu phương gặp chuyện còn chẳng bằng cái nguy nạn của Trinh Khương năm đó, thì hà tất gì phải dời đi chứ?!". Quần thần không dám nhắc lại chuyện chuyển nhà nữa.
Năm Hoàng Sơ thứ 6 (225), Tào Phi lại lần nữa đốc sư Đông chinh, đi đến quận Quảng Lăng, Quách hậu lưu lại cố hương của họ Tào là huyện Tiêu. Vào lúc đó, Quách Biểu lưu thủ ở hành cung huyện Tiêu, phụ trách cảnh vệ, muốn ngăn nước để bắt cá, Quách hậu ngăn lại nói:"Sông nước này là đường sông để thông vận chuyển quân lương, ngươi ngăn nước thì cần gỗ, hiện giờ ngươi cũng không có nô khách, thì phải tự mình đến rừng trúc vác gỗ về làm đập. Khinh xa đô úy chỉ vì muốn có cá mà phải làm đến thế ư?".
Năm Hoàng Sơ thứ 7 (226), tháng giêng, Tào Hồng bị liên lụy khi gia khách phạm pháp, bị bắt bỏ tù. Khi đó, Tào Hồng giàu có, tính lại bủn xỉn, Tào Phi khi còn trẻ từng muốn mượn ông ta 100 thớt lụa nhưng lại bị cự tuyệt, thế là sinh oán, muốn mượn chuyện này đem xử tử Tào Hồng. Quần thần tiến đến cầu tình, không có hiệu quả, Biện Thái hậu vì thế nói với Quách hậu rằng:"Nếu hôm nay Tào Hồng chết, ta sẽ lệnh Hoàng đế phế bỏ Hoàng hậu!". Quách hậu vì thế khóc lóc thỉnh cầu Tào Phi mấy lượt, ông mới tha cho Tào Hồng, chỉ lột hết quan tước.

### Tấn tôn Thái hậu
Năm Hoàng Sơ thứ 7 (226), Ngụy Văn Đế Tào Phi băng hà, con của Chân thị là Thái tử Tào Duệ lên ngôi, tức là Ngụy Minh Đế. Quách Hoàng hậu không phải là mẹ của Tân Hoàng đế, thế nhưng do là Hoàng hậu của Tiên đế nên bà nghiễm nhiên trở thành Hoàng thái hậu, cư Vĩnh An cung, gọi là Vĩnh An cung Thái hậu (永安宮太后).
Khi ấy, Ngụy Minh Đế Tào Duệ do buồn bực về cái chết của mẹ mình mà có phần bất mãn, tuy nhiên ông vẫn cố cung kính Quách hậu. Còn phần Quách hậu không con, thực sự coi trọng và yêu thương Tào Duệ. Tuy nhiên, Ngụy Văn Đế Tào Phi không thích tính tình Tào Duệ, nên chưa từng lập làm Thái tử dù Tào Duệ đã lớn, mà mưu truyền ngôi cho con cơ thiếp là Kinh Triệu vương Tào Lễ (曹禮). Tuy nhiên đến khi lâm chung, có sự can thiệp của Quách hậu, Tào Phi mới quyết định chọn Tào Duệ kế vị. Vì thế Tào Duệ rất cung kính Quách hậu, thường xuyên dâng đồ tốt và xây cung điện cho bà ở.
Năm Thái Hòa thứ 4 (230), Ngụy Minh Đế phong cha của Quách hậu làm An Dương hương Kính hầu (安阳乡敬侯), mẹ Đổng thị làm Đô Hương quân (都乡君). Anh họ Quách Biểu của Quách Thái hậu làm "An Dương Đình hầu" (安阳亭侯), sau thăng lên "Hương hầu" (乡侯), tăng bổng lộc lên hơn 500 hộ. Không lâu sau, Ngụy Minh Đế phong thêm Quách Biểu làm "Chiêu Đức tướng quân" (昭德将军), cho con trưởng của Quách Biểu là Quách Tường (郭详) cùng con thứ là Quách Huân (郭训) cùng làm "Kỵ đô úy" (骑都尉). Về sau, chị của Quách Thái hậu, mẹ của Mạnh Vũ qua đời, Ngụy Minh Đế cho an táng trọng thể, lại cho tu kiến từ đường. Quách hậu biết đến thì gạt đi, bảo rằng: "Từ khi Hán mạt, thiên hạ đại loạn, đến nay quốc lực còn chưa thịnh, chỉ nên theo lễ của Hán Văn Đế mà an táng giản đơn mà thôi!".
Năm Thanh Long thứ 3 (235), mùa xuân, ngày 8 tháng 3 (tức ngày 14 tháng 3 dương lịch), Quách Thái hậu qua đời tại cung điện ở Hứa Xương. Thụy hiệu của bà được lấy từ chữ "Văn" trong thụy của Tào Phi, còn một chữ "Đức" là chữ biểu thị riêng cho bà, gọi là Văn Đức Hoàng hậu (文德皇后). Triều thần theo thể chế Thái hậu mà tạo mộ phần an táng bà bên cạnh Tào Phi trong Thủ Dương lăng (首陽陵). Ngay cả sau khi bà qua đời, gia đình bà vẫn tiếp tục được Tào Duệ trọng dụng, Quách Biểu được phong làm "Quan Tân hầu" (观津侯), thực ấp 1000 hộ, Quách Tường làm "Phò mã Đô úy" (驸马都尉).
Năm thứ 4 (236), Ngụy Minh Đế ra chỉ cải phong cha của Quách hậu là Quách Vĩnh làm Quan Tân Kính hầu (观津敬侯), mẫu thân Đổng thị làm Đường Dương quân (堂阳君). Truy phong anh của Quách hậu là Quách Phù (郭浮) làm Lương Lý Đình Đái hầu (梁里亭戴), em trai Quách Đô (郭都) làm Vũ Thành Đình Hiếu hầu (武城亭孝侯), Quách Thành (郭成) làm Tân Nhạc Đình Định hầu (新乐亭定侯). Sau khi Quách Biểu chết, con trưởng là Quách Tường kế thừa tước vị của ông.

## Truyền thuyết
Tương truyền, Quách Nữ Vương là người có dã tâm tranh sủng, chính bà đã điều tiếng làm Tào Phi chán ghét vợ đầu là Chân phu nhân. Những sách nói về thuyết này có Ngụy lược (魏略), Hán Tấn xuân thu (漢晉春秋) cùng Tư trị thông giám.
Theo sách "Ngụy lược", năm đó Chân phu nhân bị Quách Quý tần dèm pha mà hại. Trước khi bị ban chết, Chân phu nhân đã gửi con trai là Tào Duệ cho một phi tần khác là Lý phu nhân. Sau khi Tào Duệ lên ngôi, tôn Quách thị làm Thái hậu, mấy lần hỏi đến Quách Thái hậu chuyện cũ của mẹ mình, nên Quách Thái hậu sợ hãi mà chết. Do Quách Thái hậu đã mất, Lý phu nhân lúc này mới nói sự thực chuyện Chân hậu cho Tào Duệ nghe, ông bi thống không thôi, đem tóc che hết mặt của Quách Thái hậu rồi mới an táng bà ta.
Sách "Hán Tấn xuân thu" cùng "Tư trị thông giám" ghi lại Chân phu nhân là bởi vì Quách thị được sủng ái mà chết. Khi đó, Chân phu nhân còn bị nhét đầy cám vào mồm, rũ tóc che khuất mặt mới được mai táng, để linh hồn bà không thoát khỏi ra kêu oan được. Sau khi Tào Duệ kế vị, trong lòng phẫn hận, mấy lần khóc thút thít hỏi rõ Quách Thái hậu chuyện cũ. Quách Thái hậu tức giận nói: "Tiên đế ban cho bà ta tội chết liên can gì tới ta? Huống hồ người là con của Tiên đế lẽ nào lại truy tội người cha đã chết của mình, rồi vì người mẹ chết mà ép chết người mẹ sau?". Tào Duệ nghe thấy càng thêm tức giận, vì thế bức chết Quách Thái hậu.
Học giả Lư Bật ghi trong "Tam Quốc Chí tập giải" lại tỏ ra nghi ngờ về các giả thiết này, vì thời điểm Chân phu nhân bị ban chết là năm Hoàng Sơ thứ 2, Tào Duệ đã 17 tuổi, cái chết của mẹ ruột không lẽ không thể biết rõ, còn phải dò hỏi Quách Thái hậu chăng?.